# Blanca van Aumale
Blanca van Aumale (circa 1322 - 12 mei 1387) was van 1343 tot aan haar dood gravin van Aumale. Ze behoorde tot het huis Ivrea.

## Levensloop
Blanca was de dochter en erfgename van graaf Jan II van Aumale uit diens huwelijk met Catharina, dochter van Filips van Artesië, heer van Conches.
Na de dood van haar vader in 1343 werd ze gravin van Aumale, barones van Montgomery, vrouwe van Mêle-sur-Sarthe, Gouffer, Vigues-d'Aubigny, Noyelles-sur-Mer, Hiermont, Noyelette en Pontailler. Ze regeerde samen met haar echtgenoot Jan V van Harcourt tot aan diens dood in 1355, daarna regeerde Blanca alleen over haar gebieden.
Ze stierf in mei 1387.

## Huwelijk en nakomelingen
Tussen 1330 en 1340 huwde Blanca met graaf Jan V van Harcourt (1320-1355). Ze kregen onder anderen de volgende kinderen:
- Jan VI (1342-1389), graaf van Harcourt
- Lodewijk (overleden in 1388), burggraaf van Châtellerault en heer van Aarschot
- Filips (1345-1414), baron van Bonnétable